# 恶魔猴
恶魔猴（英语：Devil Monkey）是一只出没于美国与加拿大多个地区的巨型灵长类动物。恶魔猴被认为是具有侵略性的动物，许多目击者都曾遭受攻击，另有一些牲畜被杀死。神秘动物学家洛伦科尔曼在接受动物星球采访时曾指出，根据自己的调查，恶魔猴与大脚怪有着很大区别。

## 目击
- 1959年，一对夫妇在弗吉尼亚州索尔特维尔（英语：Saltville, Virginia）一条公路驾车行驶时遭遇一只巨型类人猿袭击，车门留下了严重划痕。[2]这是已知第一次有关魔鬼猴的目击报告。[1]

- 2001年，新罕布什尔州郊区，两个星期内发生9起巨型黑色猴子出没的目击报告。[1]

- 2006年，一位芝加哥匿名目击者表示一只像猴子但却长着狼的牙齿的野兽入侵了他的住宅。[3]

## 理论
一个可能的解释是，恶魔猴是一群逃脱的狒狒或某些猴子，比如1992年8月的飓风安德鲁造成约500只猴子逃脱至野外。神秘动物学家Chad Arment与Mark A. Hall认为恶魔猴是某种古代幸存的巨型灵长类动物。

## 流行文化
- 纪录片《怪兽档案》第三季第5集“Devil Monkey”以恶魔猴为主题创作。[1]